# Ozonidy
Ozonidy jsou binární (dvouprvkové) sloučeniny kyslíku s elektropozitivními prvky, obsahující své struktuře paramagnetický ozonidový anion O -
3 . Struktura ozonidového aniontu je shodná se strukturou ozonu, ale navíc obsahují jeden elektron, který je umístěn do delokalizovaného protivazebného orbitalu. Označení ozonidy se používá i pro organické sloučeniny vzniklé reakcí ozonu s nenasycenými sloučeninami.

## Ozonidy v organické chemii
Jako ozonidy se v organické chemii označují i meziprodukty ozonolýzy alkenů. Obsahují 1,2,4-trioxolanový heterocyklus. Vznikají přesmykem molozonidů (1,2,3-trioxolany).

Schéma ozonolýzy